# Museet för rysk konst
Museet för rysk konst (armeniska: Ռուսական արվեստի թանգարանը) är ett konstmuseum i Jerevan i Armenien, som visar rysk konst från 1800- och 1900-talen, som bland annat representerar det Ryska avantgardet. Det ligger på Isahakjangatan 38 i distriktet Kentron, nära Kaskaden och Cafesjians konstmuseum.

## Historik
Museet grundades 1984. Det är baserat på Aram Yakovlevich Abrahamians (1898–1990) privata konstsamling. Aram Abrahamian var läkare, forskare och professor i urologi, född i Jerevan, men senare verksam och bosatt i Moskva. Han donerade 1980 en stor del av sin konstsamling till sitt ursprungliga hemland Armenien. Donationen omfattade fler än 200 konstverk i form av målningar, teckningar och skulpturer från omkring 120 konstnärer, bland annat verk av Konstantin Korovin, Valentin Serov och Abram Archipov. I en av museets salar visas konsthantverk, teaterrekvisita och scenkostymer. En av museets utställningssalar är tillägnad Aram Abrahamian och hans hustru Maria Leontievna.

## Bildgalleri

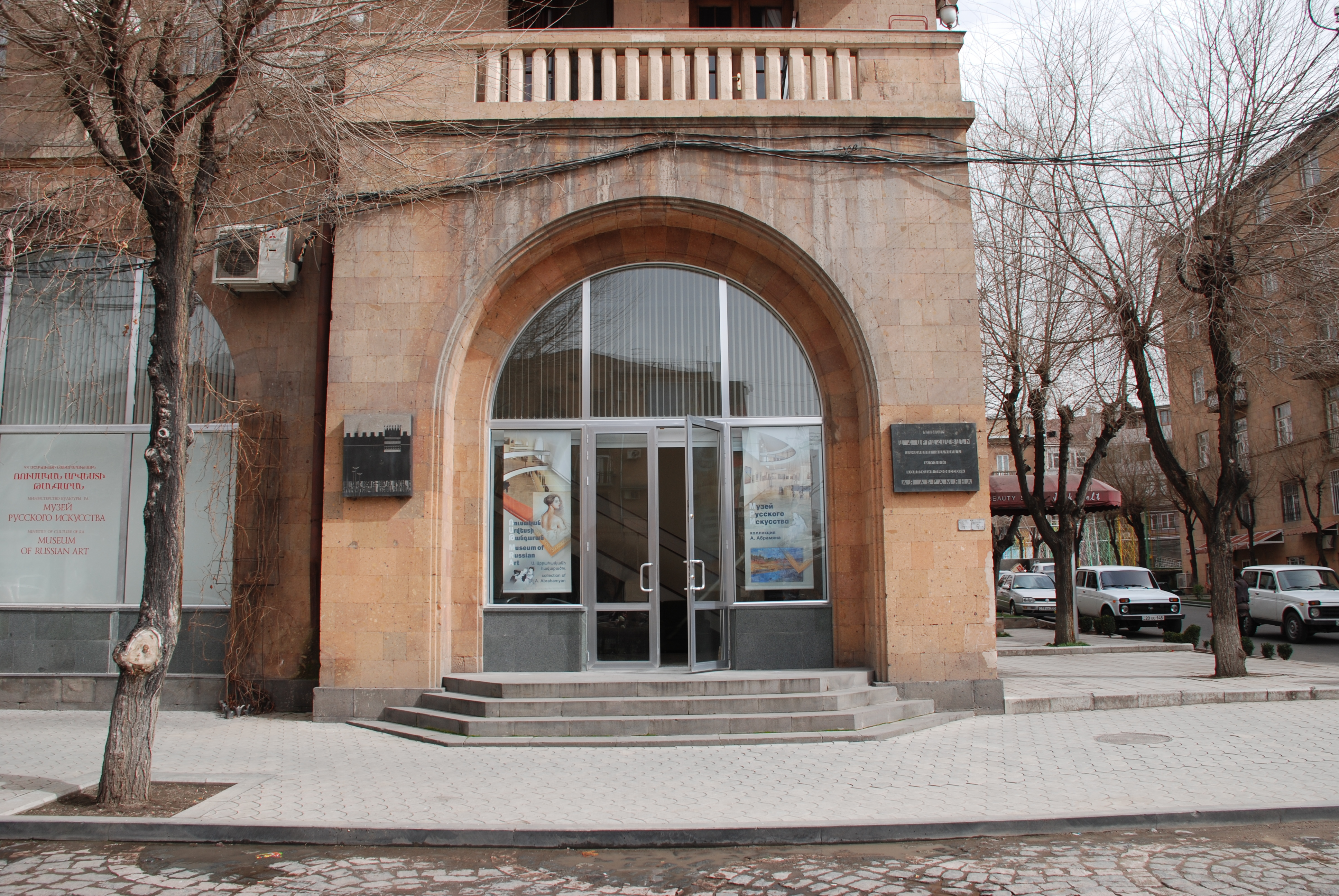
Entrén till museet
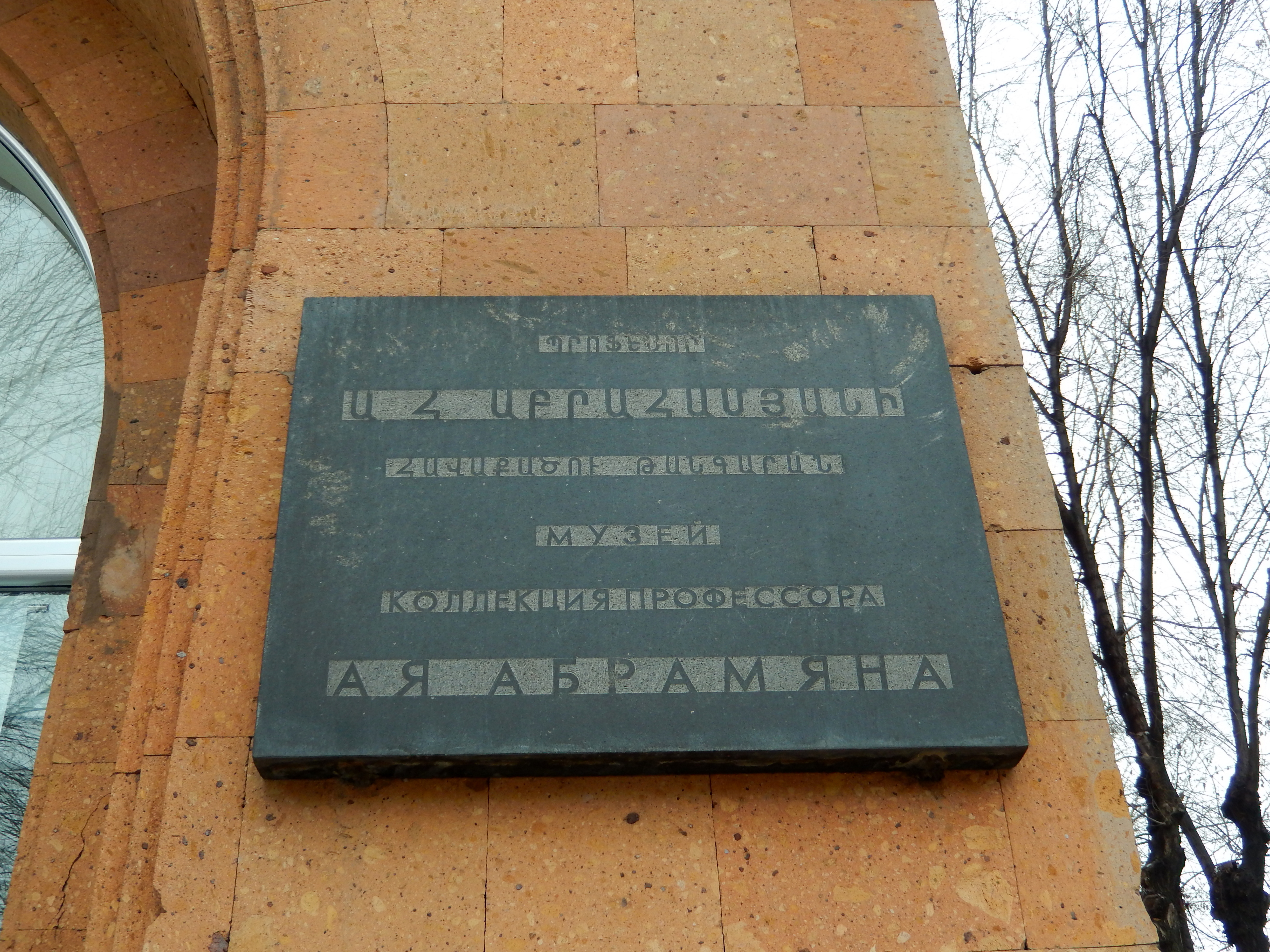
Minnesplakett vid entrén
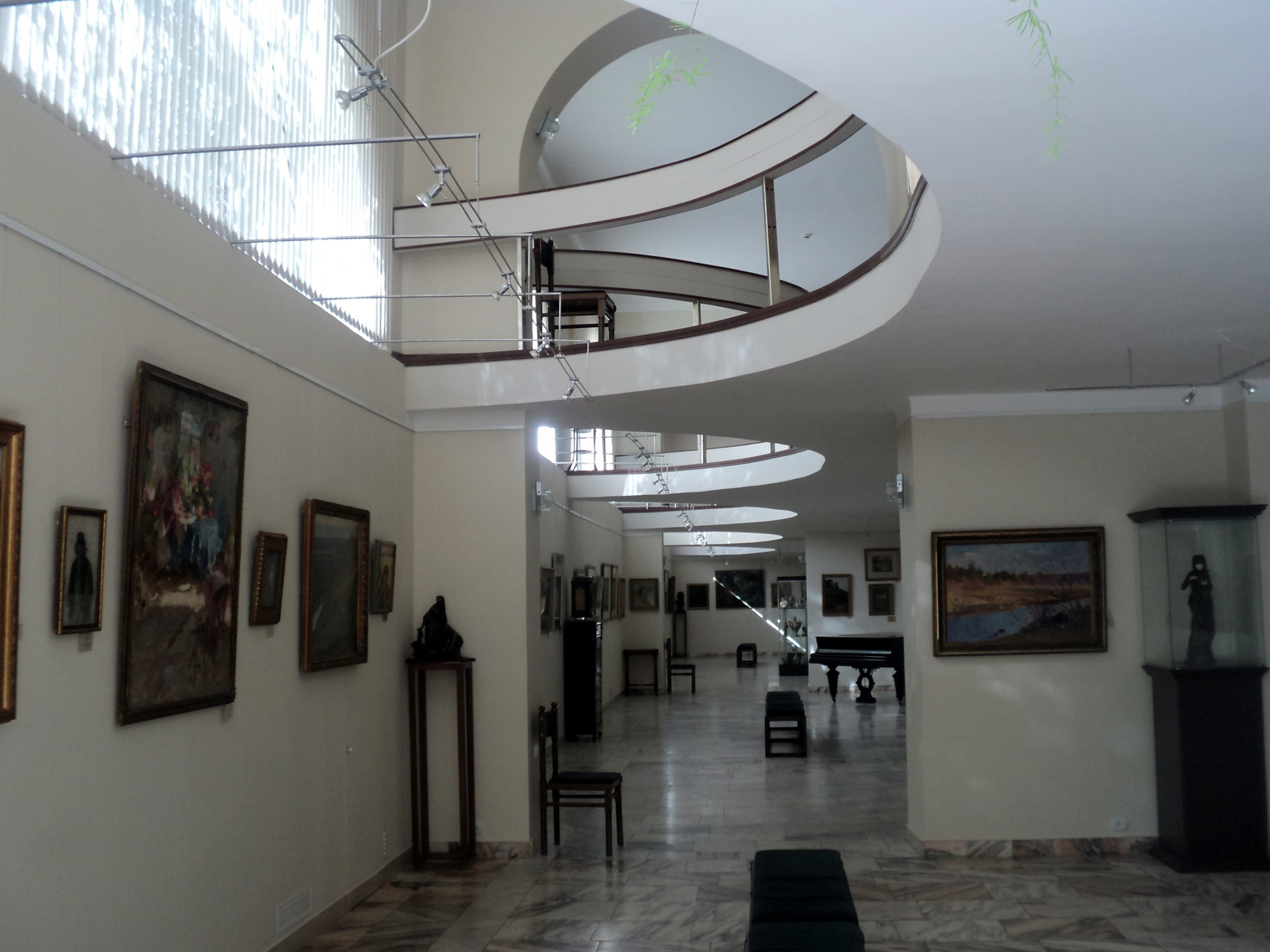
Interiör
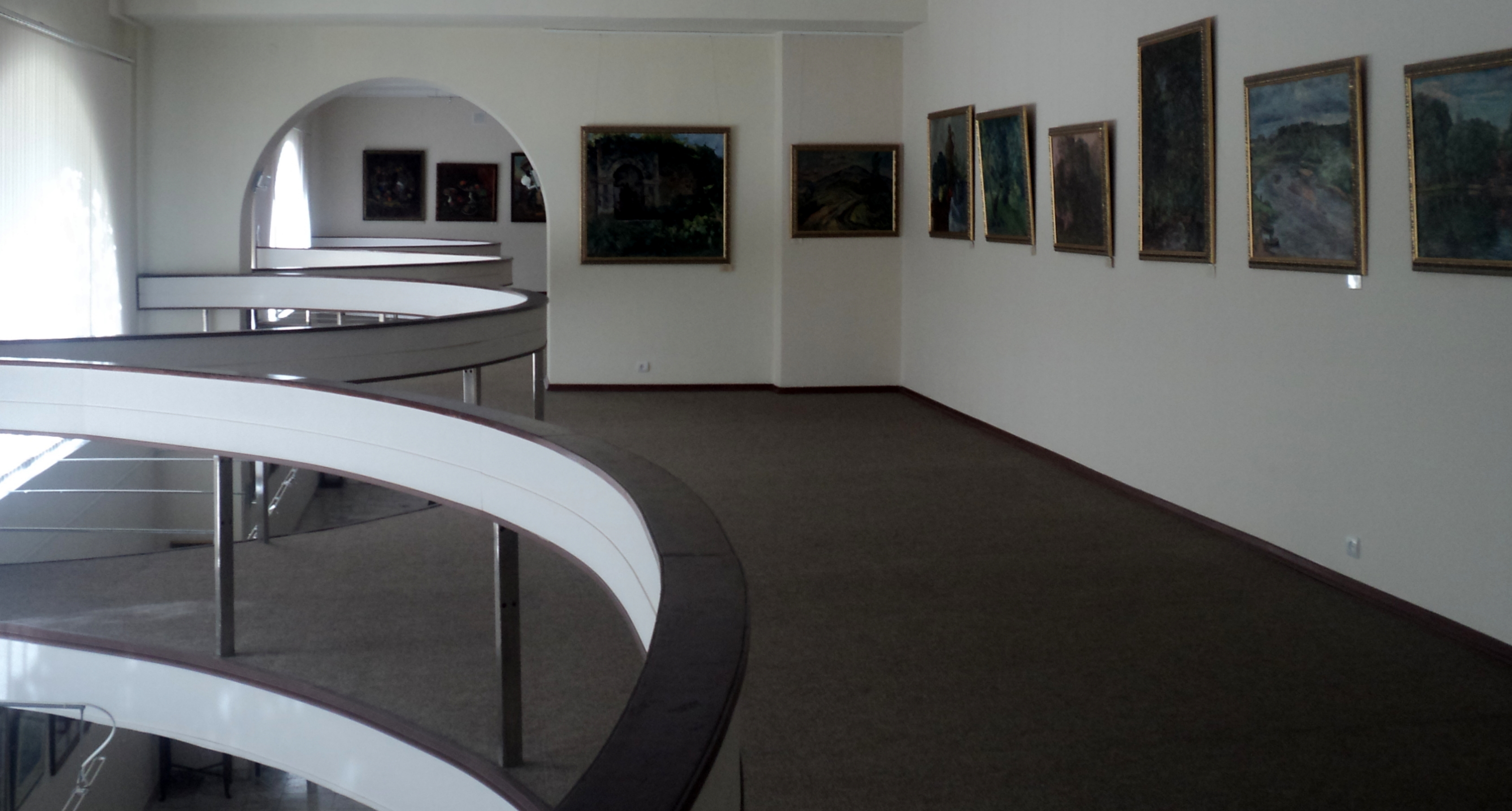
Interiör
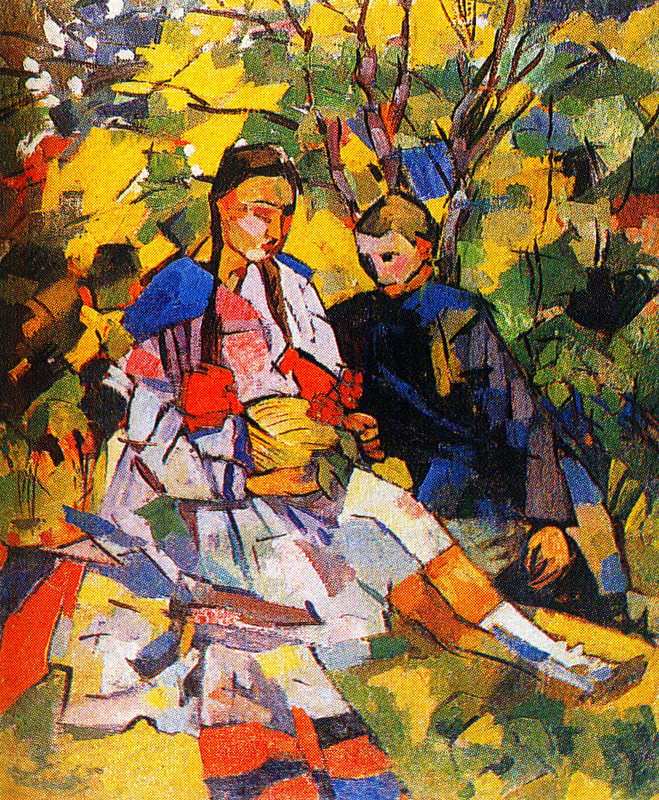
Barn i trädgården, Aristarkh Lentulov, 1918
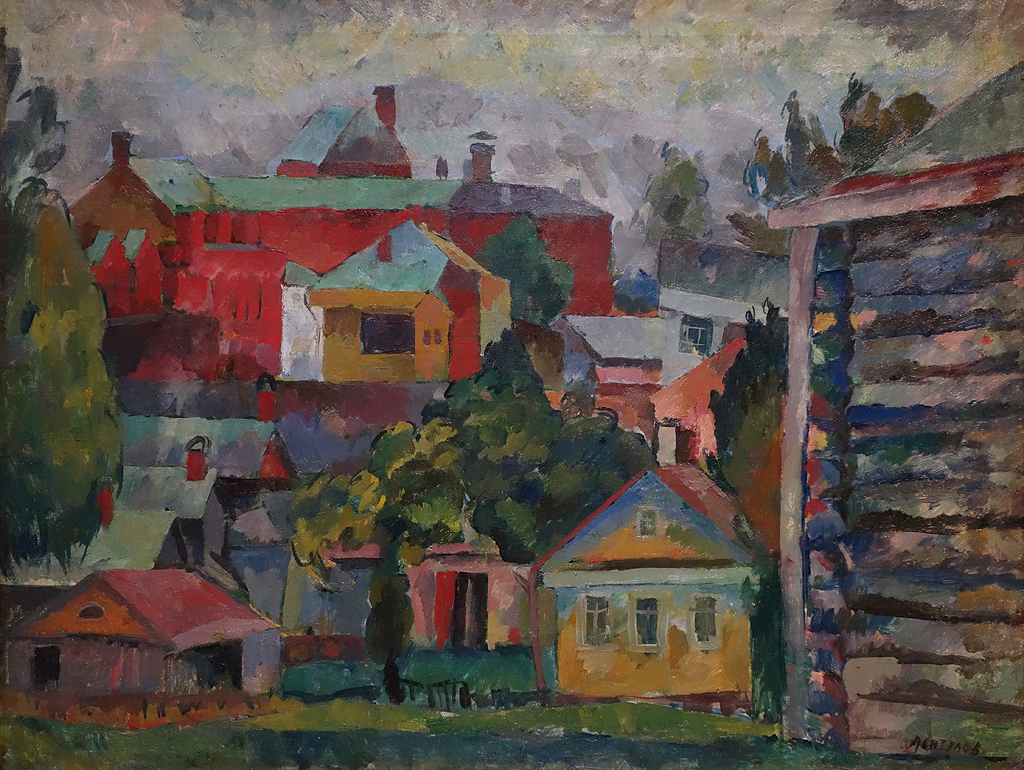
Aristarkh Lentulov, 1922
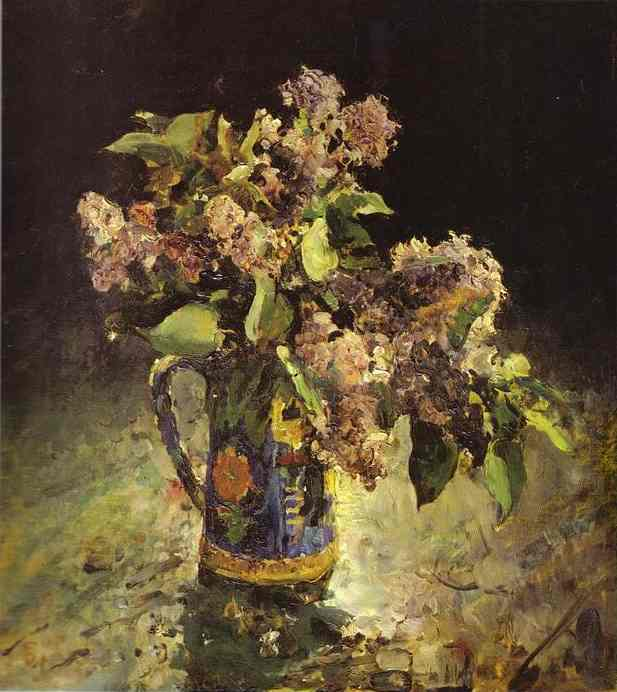
Syrener i en vas, Valentin Serov, 1887
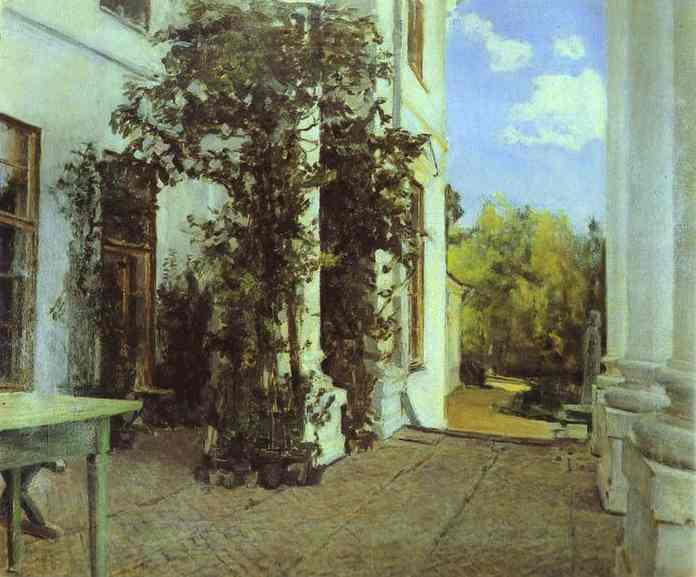
Terrass i Vvedensk, Valentin Serov, 1880-talet